# Union Mundial pro Interlingua
Union Mundial pro Interlingua – międzynarodowa organizacja założona 28 lipca 1955 roku w Tours, we Francji. Celem organizacji jest promowanie sztucznego języka interlingua.
Pierwszym przewodniczącym UMI był Alexander Gode, który kierował przez kilka ostatnich lat pracami International Auxiliary Language Association i był redaktorem naczelnym słownika "Interlingua-English Dictionary".
UMI ma członków i reprezentantów na wszystkich kontynentach. Przewodniczącym rady wykonawczej jest od 2003 roku urodzona w Polsce, a mieszkająca w Szwecji Barbara Rubinstein.
Oficjalnym organem prasowym UMI jest dwumiesięcznik Panorama in Interlingua. UMI organizuje regularnie kongresy użytkowników języka - na jednym z ostatnich, zorganizowanym w 2001 roku w Gdańsku, obchodzono 50-lecie powstania interlingwy, czyli opublikowanie "Interlingua-English Dictionary" i "Interlingua Grammar".
Kongresy interlingwy odbyły się dotąd w Tours (Francja) 1955, Bazylei (Szwajcaria) 1957, Tours (Francja) 1959, Bazylei (Szwajcaria) 1971, Norwich (Wielka Brytania) 1974, Sheffield (Wielka Brytania) 1983, Taastrup (Dania) 1985, Paryżu (Francja) 1987, Zwolle (Holandia) 1989, Helsingborgu (Szwecja) 1991, Borne (Holandia) 1993, Pradze (Czechy) 1995, Strasburgu (Francja) 1997, Fokszany (Rumunia) 1999, Gdańsku (Polska) 2001, Lowecz (Bułgaria) 2003, Åsa/Göteborgu (Szwecja) 2005, Kirchheimbolanden (Niemcy) 2009, Chepelare (Bułgaria) 2011.